# 伊塔皮蘭加 (聖卡塔琳娜州)
伊塔皮兰加是巴西圣卡塔琳娜州的一个市镇。总面积280.116平方公里，总人口15238人，人口密度54.4人/平方公里。